# Neobourquinia
Neobourquinia is een geslacht van vlinders van de familie tandvlinders (Notodontidae).

## Soorten
- N. bifasciata Köhler, 1943
- N. tristis Köhler, 1943